# Осадча Лілія Семенівна
Лілія Семенівна Осадча (нар. 5 лютого 1952, Черкаси) — українська радянська волейболістка, гравець збірної СРСР (1974—1978). Срібний призер Олімпійських ігор 1976, чемпіонка Європи 1975, чемпіонка СРСР 1976. Нападниця. Майстер спорту СРСР міжнародного класу (1974).

## Біографія
Почала займатися волейболом в Черкасах. Перший тренер — Наум Шутий. Виступала за команди: до 1981 — «Буревісник»/ «СКІФ» /«Сокіл» (Київ), 1981—1983 — МедІн (Одеса).
- чемпіонка СРСР 1976 у складі збірної СРСР[1];
  - срібний (1983) та дворазовий бронзовий (1981, 1982) призер чемпіонатів СРСР;
- переможець розіграшу Кубка володарів кубків ЕКВ 1983;
- чемпіонка (1975) і бронзовий призер (1971) Спартакіад народів СРСР у складі збірної УРСР.

У складі молодіжної збірної СРСР двічі ставала чемпіонкою Європи (1971 і 1973). Переможець Всесвітньої Універсіади 1977 у складі студентської збірної СРСР.
У національній збірній СРСР в офіційних змаганнях виступала в 1974—1978 роках. В її складі:
- срібний призер Олімпійських ігор 1976;
- срібний (1974) і бронзовий (1978) призер чемпіонатів світу;
- чемпіонка Європи 1975.                                                                                                                                                                                                                                                                                              В 1983 році закінчила Одеський педагогічний інститут імені К. Д. Ушинського.

## Державні нагороди
- Медаль "За трудову доблесть"